# Alice Coffin
Pour les articles homonymes, voir Coffin.
Alice Coffin, née le 29 avril 1978 à Toulouse (Haute-Garonne), est une journaliste et militante féministe et LGBT française, cofondatrice de la Conférence européenne lesbienne* et de l'Association des journalistes LGBT (AJL). Elle est élue écologiste au Conseil de Paris depuis 2020. Elle y siège en tant que membre de la majorité. Alice Coffin fait l'objet de vives controverses et de menaces en raison de ses déclarations.

## Biographie

### Formation
Alice Coffin naît à Toulouse (Haute-Garonne) le 29 avril 1978,. Aînée d'une fratrie de six enfants, elle est la fille d'ingénieurs en aéronautique. Alice Coffin grandit dans le 12e arrondissement de Paris. Après des études de philosophie à l'Université Panthéon-Sorbonne et de sciences politiques à l'Institut d'études politiques de Bordeaux, Alice Coffin est diplômée du Centre de formation des journalistes en 2004 et devient journaliste pour l'édition française du quotidien 20 Minutes. En 2017, elle est lauréate de la bourse Fulbright, avec son projet The Negative Impact of Neutrality on LGBT issues in the French Media qui s’intéresse au concept de « neutralité » française et à son impact sur la représentation des minorités.
Elle entre dans le militantisme en 2010 en rejoignant sa mère, Colette Coffin, dans le collectif La Barbe. Le mode d'action consiste à s'inviter ou se faire inviter dans des assemblées à la composition quasi exclusivement masculine pour les interrompre le visage couvert d'une barbe, par exemple en achetant des actions de sociétés pour être conviée aux assemblées générales,.

### Carrière et parcours politique
De 2012 à 2020, Alice Coffin enseigne le journalisme à l'Institut catholique de Paris (ICP).
En 2013, elle cofonde et est élue coprésidente de l'Association des journalistes LGBT (AJL) et présente la première cérémonie des Out d'or. Elle est également membre et cofondatrice de la Conférence européenne lesbienne*, fait partie du collectif Les Dégommeuses, ainsi que de Lesbiennes d'Intérêt Général, premier fonds de dotation féministe et lesbien, aux côtés entre autres de Suzette Robichon et Élisabeth Lebovici.
Elle participe en 2019 à Genève à une table ronde sur l'invisibilisation des lesbiennes.
Le 28 juin 2020, elle est élue conseillère de Paris sur la liste d'union Paris en commun - Écologie pour Paris dans le 12e arrondissement. La liste regroupe la liste du premier tour Paris en commun (liste du parti socialiste) — première au premier tour avec 33,39 % des voix — et la liste L’Écologie pour Paris 12 — quatrième avec 11,95 % des voix —, dont faisait partie Alice Coffin,.
Elle publie en septembre 2020 aux éditions Grasset un livre intitulé Le Génie lesbien, pamphlet lesbien perçu ou présenté comme misandre par plusieurs médias qui retiennent qu'elle voudrait « éliminer les hommes ». Cette publication lui vaut des réactions violentes, dans différents médias,,.
Le 4 septembre 2020, l’ICP lui notifie le non-renouvellement de son contrat en évoquant, selon Le Monde, une incompatibilité entre son militantisme, jugé trop visible, et les valeurs de l’établissement,.
En octobre 2020, elle intègre le conseil d'administration du théâtre du Châtelet (Paris).
Elle soutient Sandrine Rousseau pour la primaire écologiste de 2021 organisée en amont de l'élection présidentielle de 2022. Sandrine Rousseau n’ayant pas été retenue par les électeurs d'EELV, Alice Coffin soutient Jean-Luc Mélenchon et vote pour lui au premier tour de l'élection présidentielle.
Le 2 juin 2021, lors d'un Conseil de Paris, Alice Coffin demande à compter les femmes dans les spectacles pour décider où vont les subventions, ce qui suscite une nouvelle polémique médiatique,.

### Prise de position à propos de Christophe Girard
En mars 2020, pendant la campagne des municipales, elle prend position auprès d'Anne Hidalgo contre la nomination de Christophe Girard au sein de l'exécutif parisien, et la prévient : « Girard, ce n'est pas possible, ça ne passera pas, vous aurez contre vous des militantes féministes ». Fin juillet 2020, elle prend avec Raphaëlle Rémy-Leleu la tête du mouvement qui dénonce le soutien de Christophe Girard, alors adjoint à la Culture, envers l’écrivain pédophile Gabriel Matzneff. Christophe Girard démissionne par la suite de son poste d'adjoint, en raison de cette dénonciation et de la révélation de l'existence de trois notes de frais payées par la Ville de Paris pour des dîners avec Gabriel Matzneff, mais conserve son siège au conseil d'administration de la Société d'exploitation de la tour Eiffel (Sete),,,.
Lors du Conseil de Paris du 24 juillet 2020, le préfet de police Didier Lallement rend hommage à l’ancien adjoint et le fait applaudir par la salle. Alice Coffin se lève et crie « La honte ! La honte ! », avant que le son ne soit coupé. Cette action est dénoncée par Anne Hidalgo, qui annonce sa volonté de saisir la justice pour « les graves injures publiques » relevées lors d’une manifestation qualifiant la mairie de Paris de « Pédoland »,, et considère Alice Coffin et Raphaëlle Rémy-Leleu comme dorénavant en dehors de la majorité municipale. Audrey Pulvar, adjointe à la maire de Paris, critique également l'action de l'élue. Dans le New York Times, Alice Coffin explique : « On est dans un ciblage — ce qui est très mal pris en France — des hommes de pouvoir. C’est une nouvelle étape, c’est différent de ce qui se pratiquait dans le féminisme auparavant ».
Alice Coffin fait également l’objet de critiques de la part de certaines féministes traditionnelles, comme l'historienne du féminisme Michelle Perrot, qui qualifie la mobilisation contre Girard d’« excès qui ne peut que nuire à la cause des femmes » sur France inter. Dans une tribune publiée dans Le Journal du dimanche, Élisabeth Badinter estime que le courant de pensée de Coffin « ne peut mener qu’à un monde totalitaire »,. À l'inverse, elle est soutenue par l'ancienne ministre PS des droits des femmes Laurence Rossignol, qui déclare : « Si les féministes ne sont pas radicales, on ne les entend pas. Après #Metoo, elles ont cru qu'on entrait dans une nouvelle ère. Or, comme on l'a vu avec la nomination de Darmanin à l'Intérieur, il y a une grande résistance. Alors, elles crient encore plus fort. » Pour la philosophe féministe Camille Froidevaux-Metterie, interrogée par le New York Times, cette affaire cristallise le « clivage principal du féminisme aujourd’hui : “la crispation entre des féministes qui ont fait de ce combat contre les violences sexuelles vraiment le coeur de la lutte” et l’establishment politique féministe qui affiche une “surdité relative” à ces aspirations ».
Lors de sa prise de position médiatisée contre Christophe Girard, réapparaît sur Internet une vidéo d'un entretien de 2018 donné à la chaîne RT France qui suscite un tollé. Alice Coffin déclarait que « ne pas avoir un mari, ça m'expose plutôt à ne pas être violée, ne pas être tuée, ne pas être tabassée »,. En octobre 2020, Alice Coffin dit regretter « la forme mais pas le fond » et rappelle « la vérité statistique » des violences intraconjugales.
À la suite de cette réapparition sur internet, Alice Coffin est la cible de cyberharcèlement et de menaces de viol et de mort, ce qui la conduit à être placée sous protection policière, alors que des soutiens se manifestent avec la création d'un hashtag #JeSoutiensAliceCoffin sur Twitter,.
Alice Coffin déclare assumer ses prises de positions, et rappelle qu'elle fait sienne la phrase de la sociologue Christine Delphy, l'une des fondatrices du MLF : « Quand une féministe est accusée d’exagérer, c’est qu’elle est sur la bonne voie ».
Le 28 janvier 2022, elle est mise en examen pour diffamation et injure publique à l'égard de Christophe Girard. Le 14 mars, elle comparaît avec six autres féministes devant le tribunal correctionnel de Paris. Le procès est dénoncé par des féministes comme relevant d'une procédure-bâillon.  Les deux élues et les quatre féministes sont relaxées en 2024, mais le tribunal de Paris rejette la demande de dédommagements de la part des avocats de la défense.

## Le Génie lesbien
À la rentrée 2020, Alice Coffin publie Le Génie lesbien,. Le livre tente de réhabiliter la notion de génie traditionnellement associé aux hommes, pour souligner l'apport des femmes, notamment lesbiennes et leurs compétences. Il défend également l'idée que le journalisme ne serait pas neutre et jouerait un rôle de verrouillage pour empêcher les personnalités publiques LGBTQIA+ de faire leur coming out. Alice Coffin livre une charge sévère, nourrie par son expérience professionnelle, contre la difficulté des journalistes français à parler frontalement d'homosexualité, sans en passer par des circonlocutions ou des sous-entendus. Selon Alice Coffin, ceci démontre le besoin de promouvoir davantage de diversité dans les rédactions.
Alice Coffin porte un regard critique sur les lieux de pouvoirs dans lesquels les hommes sont majoritaires. Elle détaille les rouages des violences faites aux femmes en recourant à un vocabulaire radical, parlant d'une guerre des sexes qui ne dit pas son nom et reprenant toutes les affaires de violences envers les femmes depuis le début des années 2000, notamment le mouvement MeToo et les féminicides.
Interrogée par 20 Minutes sur le sens du titre de son livre, Alice Coffin explique que les lesbiennes ont participé de manière active à de nombreux moments historiques et qu'il y aurait, selon elle, un génie et un savoir faire lesbien pour remettre en cause l'espace et les normes.

### Réception du livre
Le livre crée une polémique, notamment pour une citation jugée radicale : une démarche personnelle de ne plus lire, regarder ou écouter d’œuvres créées par des hommes. Plusieurs lectrices et lecteurs manifestent leur incompréhension devant la violence des réactions, jugeant le livre plus nuancé que ce que les seuls extraits retenus laissent paraître,  en soulignent son côté positif, salvateur et libérateur. Arrêt sur images  s'interroge de même : « À en croire les plateaux télé elle s'y propose « d'éliminer les hommes ». Que dit la violence de cette réaction médiatique » ?
Cette polémique enfle au point de revêtir la forme d'un nouveau cyberharcèlement pour l'auteure, allant jusqu'à des menaces de viol et de mort.
Les journalistes lesbiennes et féministes Pauline Delassus et Caroline Fourest, ainsi que la ministre Marlène Schiappa,, qui se revendique féministe, critiquent publiquement cette citation jugeant qu'elle est trop frontale. Pour Caroline Fourest, le livre serait binaire et essentialiste, pour Delassus le pamphlet desservirait la cause féministe. Libération regrette que la ministre ait tronqué les propos, « car, dans Le Génie lesbien, Coffin ne dit pas qu'il faut « éliminer » les hommes tout court, comme s'il fallait les supprimer, mais les « éliminer de nos esprits, de nos images, de nos représentations afin de se construire en tant que femmes ».
Selon Jannick Alimi du Parisien, le livre risque d'accentuer les tensions entre les socialistes et les écologistes à la mairie de Paris, Anne Hidalgo se désolidarisant des vues de Coffin en tant que féministe en faveur de l'universalisme.
Selon Clémentine Gallot, auteure féministe, la polémique autour du livre démontre exactement le propos de Coffin soulignant que l'impossibilité pour une femme de se passer des hommes est difficile à faire entendre et exprimer. En soutien, la journaliste Clémence Allezard lance le 3 octobre le hashtag #choisirlesfemmes pour rassembler et visibiliser les œuvres faites par des femmes,.
Laurent Ruquier adresse des excuses publiques à Alice Coffin le 17 octobre 2020 dans l'émission On est en direct pour sa participation à la polémique médiatique, avouant ne pas avoir lu le livre avant l'émission où il l'avait initialement invitée, s'étant basé sur une seule critique de Paris Match. Après lecture, il indique trouver le livre plus nuancé que ce qui en a été dit,.

## Vie privée
Séparée d'Alix Béranger, Alice Coffin est désormais en couple avec Silvia Casalino dite Yuri, ingénieure spatiale, réalisatrice et scénariste.

## Publication
- Le Génie lesbien, Paris, Éditions Grasset, 2020, 240 p. (ISBN 978-2-246-82177-9)

## Distinctions
- Prix de l'essai féministe, Causette, 2021[74]